# ISS-Expedition 70
ISS-Expedition 70 ist die Missionsbezeichnung für die 70. Langzeitbesatzung der Internationalen Raumstation (ISS). Die Mission begann am 27. September 2023 mit dem Abkoppeln des Raumschiffs Sojus MS-23 von der ISS und endete mit dem Abkoppeln von Sojus MS-24 am 6. April 2024.

## Besatzung
Ankunft mit SpaceX Crew-7 am 27. August 2023, Rückkehr zur Erde mit derselben beim Hinflug genutzten Raumfähre am 11. März 2024:
- Andreas Mogensen, Kommandant (2. Raumflug, Dänemark/ESA)[3]
- Jasmin Moghbeli, Bordingenieurin (1. Raumflug, USA/NASA)[4]
- Satoshi Furukawa, Bordingenieur (2. Raumflug, Japan/JAXA)
- Konstantin Sergejewitsch Borissow, Bergingenieur (1. Raumflug, Russland/Roskosmos)[5]

Ankunft mit Sojus MS-24 am 15. September 2023:
- Oleg Dmitrijewitsch Kononenko, Bordingenieur, nach Abdocken von SpaceX-Crew-7 Kommandant (5. Raumflug, Russland/Roskosmos)
- Nikolai Alexandrowitsch Tschub, Bordingenieur (1. Raumflug, Russland/Roskosmos)
- Loral O’Hara, Bordingenieurin (1. Raumflug, USA/NASA)[6]

Ankunft mit SpaceX Crew-8 am 5. März 2024:
- Matthew Dominick, Bordingenieur (1. Raumflug, USA/NASA)
- Michael Barratt, Bordingenieur (3. Raumflug, USA/NASA)
- Jeanette Epps, Bordingenieurin (1. Raumflug, USA/NASA)
- Alexander Sergejewitsch Grebenkin, Bordingenieur (1. Raumflug, Russland/Roskosmos)

## Missionsbeschreibung
Die Expedition 70 begann am 26. September 2023. Der bisherige Kommandant der ISS Sergei Walerjewitsch Prokopjew übergab in einer Zeremonie das Kommando an den neuen Kommandanten Andreas Mogensen und markierte damit den Übergang von der Expedition 69 zur Expedition 70. Prokopjew flog zusammen mit Dmitri Alexandrowitsch Petelin und Francisco Rubio am nächsten Tag, dem 27. September 2023, mit der Sojus MS-23 zur Erde zurück.

### Besuchmissionen
Am 20. Januar 2024 um 10:42 UTC koppelte die Axiom Mission 3 (kurz Ax-3) an der Station an. Die Astronauten Michael López-Alegría, Walter Villadei, Alper Gezeravcı und Marcus Wandt sollten ursprünglich 14 Tage lang auf der ISS bleiben. Wegen schlechter Wetterbedingungen am Landeplatz vor der Küste von Florida wurde die Mission verlängert. Nach 18 Tagen auf der Station koppelte das Raumschiff am 7. Februar 2024 um 14:20 UTC von der ISS ab und landete am 9. Februar um 13:30 UTC vor der Küste von Daytona Beach. Die Astronauten führten während der Mission 56 wissenschaftliche Experimente an Bord der ISS durch; insbesondere in den Bereichen Physik und Weltraummedizin.
Am 5. März um 07:28 UTC koppelte SpaceX Crew-8 am Harmony-Modul an. Die Astronauten Matthew Dominick, Michael Barratt, Jeanette Epps und der Kosmonaut Alexander Grebenkin stießen als Bordingenieure der Besatzung von Expedition 70 und 71 dazu.
Am 25. März um 15:02 UTC koppelte Sojus MS-25 automatisch am Pritschal-Modul an. Kosmonaut Oleg Nowizki und die Raumflugteilnehmerin Maryna Wassileuskaja aus Belarus absolvierten eine 12-tägige Besuchsmission. Tracy Caldwell Dyson kam als Bordingenieurin für die nächste Langzeitbesatzung dazu. Am 6. April um 03:54 UTC verließen Nowizki und Wassileuskaja zusammen mit Loral O’Hara die Station mit dem Raumschiff Sojus MS-24. Die Landung erfolgte wenige Stunden später in der kasachischen Steppe. Sojus MS-25 blieb als Rückkehrkapsel für Kononenko, Tschub und Caldwell Dyson zurück.

### Frachterverkehr

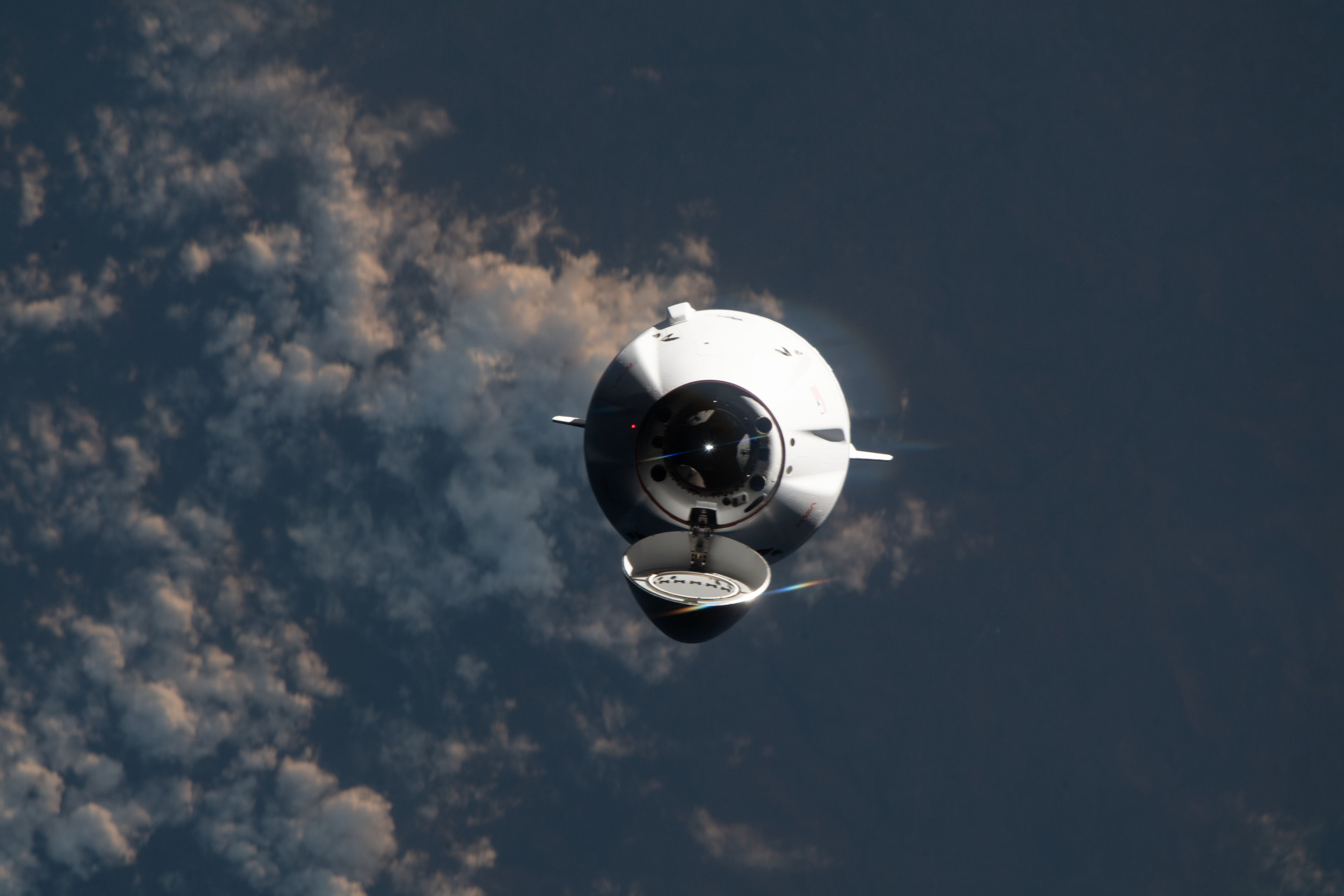
Dragon CRS-29 beim Anflug

Am 11. November um 10:07 UTC erreichte das Raumschiff Dragon CRS-29 die Station. Der Transporter koppelte automatisch am zenith port des Harmony-Moduls an.
Am 29. November um 07:55 UTC koppelte Progress MS-23 vom Poisk-Modul ab, trat wenige Stunden später in die Erdatmosphäre ein und verglühte über dem Südpazifik.
Am 3. Dezember um 11:18 UTC koppelte Progress MS-25 an das Poisk-Modul an. Der Frachter soll sechs Monate mit der ISS verbunden bleiben, ehe er mit Abfall beladen abgekoppelt und über den Südpazifik zum Verglühen gebracht wird.
Am 21. Dezember um 22:05 UTC koppelte das Raumschiff Dragon CRS-29 vom Harmony-Modul ab und wasserte einen Tag später vor der Küste Floridas.
Am 22. Dezember um 13:06 UTC wurde der Cygnus NG-19 Transporter unter Aufsicht von O’Hara vom Andockknoten des Moduls Unity abgekoppelt. Noch am selben Tag verglühte das Raumschiff beim Wiedereintritt in die Erdatmosphäre.

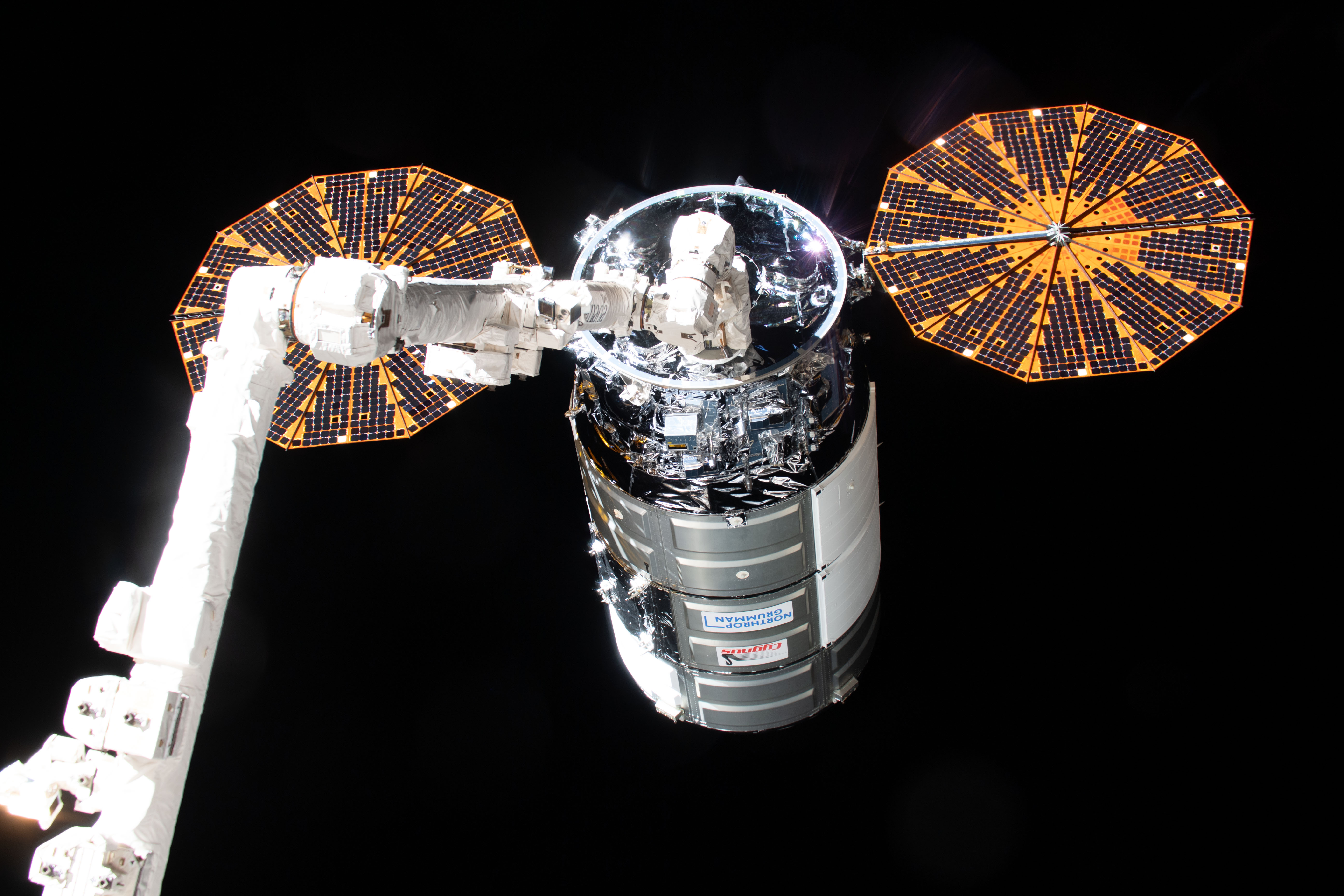
Cygnus NG-20 kurz nach dem Einfangen

Am 1. Februar erreichte der Cygnus NG-20 Transporter die Station. Das Raumschiff wurde von Moghbeli und O’Hara mithilfe des Canadarm2-Roboterarms der Station eingefangen. Nach dem Einfangen sendete die Missionskontrolle in Houston Kommandos für den Greifarm der Station, um Cygnus zu drehen und zum Andockknoten des Moduls Unity zu führen. Das Ankoppeln erfolgte um 12:14 UTC.
Am 13. Februar um 02:09 UTC koppelte Progress MS-24 vom Swesda-Modul ab, trat wenige Stunden später in die Erdatmosphäre ein und verglühte über dem Südpazifik.
Am 17. Februar um 06:06 UTC koppelte Progress MS-26 am Swesda-Modul an.
Am 23. März um 11:19 UTC erreichte das Raumschiff Dragon CRS-30 die Station. Der Transporter koppelte automatisch am Harmony-Moduls an.

### Außenbordarbeiten

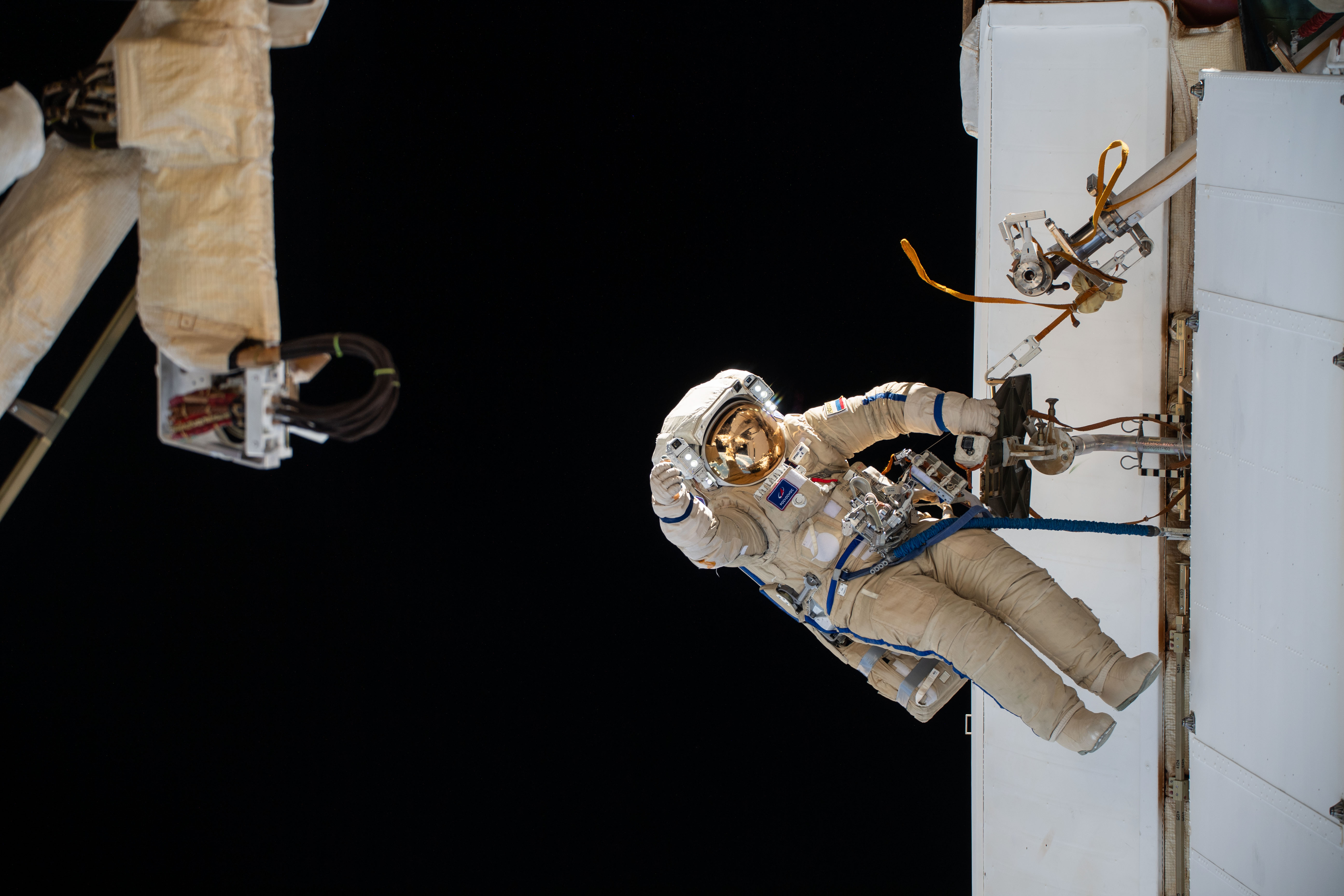
Nikolai Tschub beim ersten Außeneinsatz

Am 25. Oktober verließen Oleg Kononenko und Nikolai Tschub die Raumstation. Neben der Installation eines Radars auf dem Nauka-Modul zur Beobachtung der Erdoberfläche fotografierten die beiden Kosmonauten die Leck-Stelle an einem zusätzlichen Strahlungswärmetauscher am Modul, damit Spezialisten auf der Erde die Gründe für das Auftreten herausfinden können.

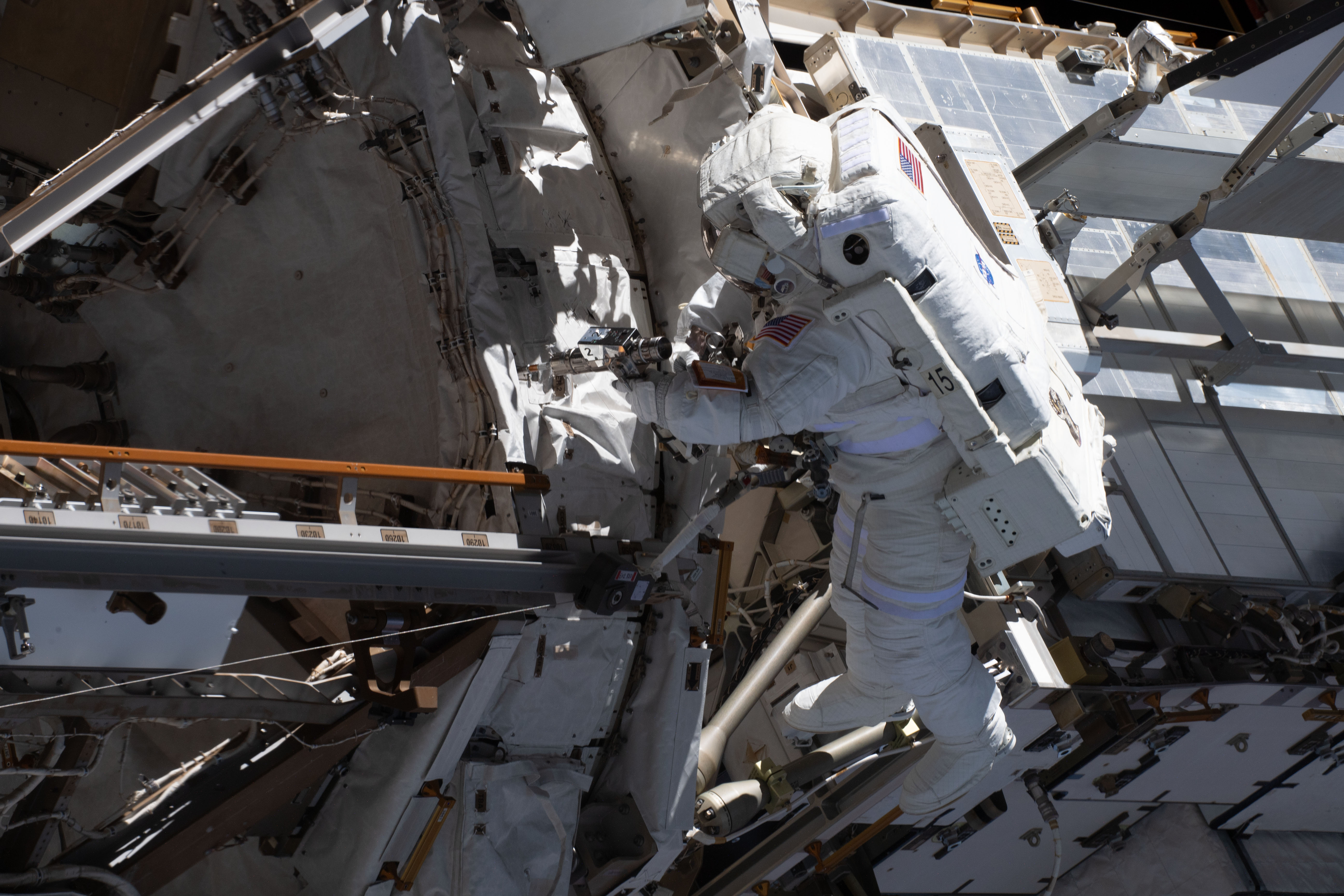
Loral O’Hara beim zweiten Außeneinsatz

Am 1. November verließen Jasmin Moghbeli und Loral O’Hara die Station um eine von zwölf Trundle-Lagerbaugruppen am Backbordträger des Solar Alpha Rotary Joint (SARJ) zu ersetzen. Die Lager ermöglichen es den Solaranlagen der Station, sich richtig zu drehen, um der Sonne zu folgen, während die Station um die Erde kreist.